# Vassijaure (plaats)
Vassijaure is een gehucht binnen de Zweedse gemeente Kiruna. Rondom het station wonen in de omgeving minder dan 10 (2006) mensen. Het is een plaats waar wandelpaden naar het nationaal park Vadvetjåkka beginnen en eindigen. Het ligt ten zuidwesten van het gelijknamige meer. De plaats wordt gevormd door een halteplaats (code Vj; sinds 1902) en rangeergelegenheid aan de Ertsspoorlijn (zelf aangeven of je in- of uit wil stappen). Het stationsgebouw heeft een gelijke bouw/indeling als dat van Torneträsk.
Bestuurscentrum: Kiruna (Tätort)
Tätort: Jukkasjärvi · Karesuando · Kuttainen · Övre Soppero · Svappavaara · Vittangi
Småort: Abisko · Idivuoma · Kauppinen · Kurravaara · Lannavaara · Laxforsen · Masugnsbyn · Mertajärvi · Närvä · Paksuniemi · Piksinranta · Saivomuotka
Overig: Alalahti · Alttajärvi · Årosjåkk · Björkliden · Holmajärvi · Jänkänalusta · Kaalasjärvi · Kalixfors · Kattuvuoma · Käyrävuopio · Krokvik · Kuoksu · Lainio · Laukkusluspa · Luongaslompolo · Maunu · Merasjärvi · Nedre Soppero · Nurmasuanto · Paittasjärvi · Parakka · Piilijärvi · Pirttivuopio · Poikkijärvi · Puoltsa · Rautas · Rensjön · Salmi · Silkkimuotka · Stenbacken · Suijajärvi · Torneträsk · Tuolluvaara · Vassijaure · Viikusjärvi · Vittangi · Vivungi